# Julio Exuperancio
Julio Exuperancio fue un historiador de la era romana tardía, posiblemente vivió en el siglo V o VI de la era común. Se le conoce por sus obras "De Marii, Lepidi" y "Ac Sertorii Bellis Civilibus", que se debate que son trabajos recortados de las historias de Salustio. Además, es conocido por ser uno de los últimos miembros confirmados de la antigua familia patricia de los Julios.El trabajo de Exuperancio trae consigo una breve descripción del ascenso de Cayo Mario y la consiguiente guerra civil entre él y Sila hasta el final del gobierno de Quinto Sertorio. 
Sus obras fueron reimpresas en 1588 debido a la actuación de Friedrich Sylburg y Pierre Pithou, que publicaron múltiples copias de "Ac Sertorii Bellis Civilibus."